# Chlorostrymon clenchi
Espèce
Synonymes
- Chlorostrymon lalitae Brévignon, 2000[1]
- Thecla maesites clenchi Comstock & Huntington, 1943

Chlorostrymon clenchi est une espèce de lépidoptères (papillons) de la famille des Lycaenidae, sous-famille des Theclinae et du genre Chlorostrymon.

## Systématique
L'espèce Chlorostrymon clenchi a été décrite en 1943 par les entomologistes américains William Phillips Comstock (d) et Edgar Irving Huntington (d) sous le protonyme de Thecla maesites clenchi.

## Noms vernaculaires
Chlorostrymon clenchi se nomme Dominican Hairstreak en anglais.

## Description
Chlorostrymon clenchi est un petit papillon avec une petite fine queue à chaque aile postérieure.
Le dessus du mâle est violet bordé de marron.
Le revers est jaune avec une ligne postmédiane discontinue marron.

## Écologie et distribution
Chlorostrymon clenchi est présent à la Dominique et en Guadeloupe

### Protection
Pas de statut de protection particulier.